# Tamer Yiğit (Schauspieler, 1942)
Tamer Yiğit (eigentlich Tamer Özyiğitoğlu, * 1. Januar 1942 in Balıkesir) ist ein türkischer Schauspieler und Drehbuchautor.

## Leben
Yiğit war seit 1961 bis zu seinem Rückzug 1978 in etwa einhundertfünfzig Filmen, meist in kommerzieller Genreware, zu sehen. Nach zehn Jahren als Geschäftsmann kehrte er 1987 auf die Leinwand zurück und spielt bis heute, allerdings erheblich seltener, einige Rollen. Fünf Mal war er auch als Drehbuchautor aktiv.
Der 1974 in Deutschland geborene und mit dem Brüder-Grimm-Preis des Landes Berlin ausgezeichnete gleichnamige Schauspieler und Theaterautor ist nicht mit Yiğit zu verwechseln.

## Filmografie (Auswahl)
- 1962: Daima kalbimdesin
- 1967: Akbulut, Malkoçoğlu Ve Karaoğlan'a Karşı
- 1970: Bir Çuval Para
- 1975: Horoz Gibi Maşallah